# Grand Prix SAR La Princesse Lalla Meryem 2014
Grand Prix SAR La Princesse Lalla Meryem 2014 - жіночий професійний тенісний турнір, що проходив на кортах з ґрунтовим покриттям. Це був чотирнадцятий за ліком турнір. Належав до категорії International у рамках Туру WTA 2014. Відбувся в Royal Tennis Club de Marrakech у Марракеші (Марокко). Тривав з 21 до 27 квітня 2014 року.

## Очки і призові

### Розподіл очок
| Дисципліна       | П   | Ф   | ПФ  | ЧФ | 1/8 | 1/16 | Q   | Q3  | Q2  | Q1  |
| Одиночний розряд | 280 | 180 | 110 | 60 | 30  | 1    | 18  | 14  | 10  | 1   |
| Парний розряд    | 280 | 180 | 110 | 60 | 1   | Н/Д  | Н/Д | Н/Д | Н/Д | Н/Д |

### Розподіл призових грошей
| Дисципліна       | П       | F       | ПФ      | ЧФ     | 1/8    | 1/16   | 1/32   | Q2   | Q1   |
| Одиночний розряд | $43,000 | $21,400 | $11,300 | $5,900 | $3,310 | $1,925 | $1,005 | $730 | $530 |
| Парний розряд    | $12,300 | $6,400  | $3,435  | $1,820 | $960   | Н/Д    | Н/Д    | Н/Д  | Н/Д  |

## Учасниці основної сітки в одиночному розряді

### Сіяні
| Країна     | Гравчиня           | Рейтинг1 | Сіяна |
| ---------- | ------------------ | -------- | ----- |
| Словаччина | Даніела Гантухова  | 30       | 1     |
| Україна    | Еліна Світоліна    | 36       | 2     |
| Австрія    | Івонн Мейсбургер   | 37       | 3     |
| Сербія     | Бояна Йовановські  | 39       | 4     |
| Іспанія    | Гарбінє Мугуруса   | 41       | 5     |
| КНР        | Пен Шуай           | 44       | 6     |
| КНР        | Ч Шуай             | 45       | 7     |
| Італія     | Франческа Ск'явоне | 47       | 8     |

- 1 Рейтинг подано станом на 14 квітня 2014

### Інші учасниці
Нижче наведено учасниць, які отримали вайлдкард на участь в основній сітці:
- Ріта Атік
- Даніела Гантухова
- Унс Джабір

Такі тенісистки потрапили в основну сітку як кваліфаєри:
- Лара Арруабаррена
- Беатріс Гарсія-Відагані
- Рената Ворачова
- Марина Заневська

Як щасливий лузер в основну сітку потрапили такі гравчині:
- Анастасія Гримальська

### Знялись з турніру
До початку турніру
- Александра Дулгеру (травма правого коліна) → її замінила Анастасія Гримальська
- Алісон Ріск  → її замінила Петра Мартич
- Лора Робсон  → її замінила Естрелья Кабеса Кандела
- Барбора Стрицова → її замінила Роміна Опранді
- Віра Звонарьова → її замінила Алісон ван Ейтванк

Під час турніру
- Пен Шуай (травма лівого стегна)

## Учасниці основної сітки в парному розряді

### Сіяні
| Країна   | Гравчиня             | Країна   | Гравчиня              | Рейтинг1 | Сіяна |
| -------- | -------------------- | -------- | --------------------- | -------- | ----- |
| Хорватія | Дарія Юрак           | США      | Меган Мултон-Леві     | 103      | 1     |
| Австрія  | Сандра Клеменшиц     | Словенія | Андрея Клепач         | 122      | 2     |
| Хорватія | Петра Мартич         | Чехія    | Рената Ворачова       | 136      | 3     |
| Іспанія  | Лурдес Домінгес Ліно | Іспанія  | Аранча Парра Сантонха | 141      | 4     |

- 1 Рейтинг подано станом на 14 квітня 2014

### Інші учасниці
Нижче наведено пари, які отримали вайлдкард на участь в основній сітці:
- Ріта Атік /  Ліна Костал
- Гіта Бенхаді /  Зайнеб Ель-Хуарі

### Знялись з турніру
Під час турніру
- Шанелль Схеперс (травма правого коліна)

## Переможниці

### Одиночний розряд
- Марія Тереса Торро Флор —  Роміна Опранді 6–3, 3–6, 6–3

### Парний розряд
- Гарбінє Мугуруса /  Роміна Опранді —  Катажина Пітер /  Марина Заневська, 4–6, 6–2, [11–9]